# Armeegruppe Ruoff
De Armeegruppe Ruoff was een Duitse Armeegruppe in de Tweede Wereldoorlog, genoemd naar haar commandant, Generaloberst Richard Ruoff . De Armeegruppe vocht in juli-september tijdens het Duitse zomeroffensief naar de Kaukasus.

## Krijgsgeschiedenis
Op 7 juli 1942 werd de Armeegruppe Ruoff opgericht in Horlivka.
Bij oprichting voerde de Armeegruppe het bevel over het 17e Leger en het 3e Roemeense Leger. Van medio juli tot begin augustus werd ook tijdelijk het bevel gevoerd over het 8e Italiaanse Leger. Dit leger werd vervolgens naar de Don overgebracht om de Duitse flank te beschermen. De Armeegruppe rukte vervolgens op via Rostov naar de uitlopers van de Kaukasus. Ook een aanval over de Straat van Kertsj van de Krim naar het schiereiland Taman werd begin september uitgevoerd.
Medio september 1942 werd de Armeegruppe Ruoff ontbonden aangezien het 3e Roemeense Leger werd verplaatst naar de Don op de noordwestelijke flank van het 6e Leger bij Stalingrad. Daarmee bleef alleen het 17e Leger over.

## Commandant
| Rang          | Naam          | Begin       | Eind                 |
| ------------- | ------------- | ----------- | -------------------- |
| Generaloberst | Richard Ruoff | 7 juli 1942 | medio september 1942 |